# Slag om Madagaskar
De Slag om Madagaskar (ook bekend als Operatie Ironclad) was een geallieerde campagne om tijdens de Tweede Wereldoorlog het door Vichy-Frankrijk bezette Madagaskar in handen te krijgen. De slag begon op 5 mei 1942, en duurde tot 6 november 1942.

## Achtergrond
Begin 1942 vreesden geallieerde leiders dat de havens op Madagaskar zouden worden gebruikt door het Keizerrijk Japan; een idee dat werd gedeeld door de Kriegsmarine. Na hun verovering van Zuidoost-Azië was de Japanse marine in staat om verder naar het westen te trekken. Onderzeeërs van de Japanse Keizerlijke Marine konden vrijuit door de Indische Oceaan varen. In maart 1942 voerden Japanse vliegtuigen een aanval uit op de Indische Oceaan. Hierdoor werd de Britse Oostelijke Vloot verdreven uit het noordoosten van de Indische Oceaan.
De mogelijkheid bestond dat de Japanners nu Madagaskar zouden gebruiken als basis voor verdere aanvallen. Ze zouden dan een grote bedreiging vormen voor transportschepen van de geallieerden. Japanse onderzeeërs hadden destijds het grootste bereik van allemaal: 16.000 kilometer.

## Operation Ironclad
Geallieerde commandanten besloten om Madagaskar veilig te stellen door het zelf te veroveren. Ze planden een amfibische aanval. Het plan kreeg de codenaam Operation Ironclad. De geallieerde troepen stonden onder leiding van majoor-generaal Robert Sturges van de Royal Marines. De geallieerde vloot telde 50 schepen uit onder andere Force H, de British Home Fleet en de British Eastern Fleet. Enkele van de schepen in de vloot waren de HMS Illustrious, haar zusterschip HMS Indomitable en het inmiddels verouderde slagschip HMS Ramillies. Nederlandse schepen participeerden ook in de Britse vloot, en wel de kruiser Hr.Ms. Jacob van Heemskerck, en de torpedobootjagers Hr.Ms. Van Galen en Hr.Ms. Tjerk Hiddes.

### De landingen

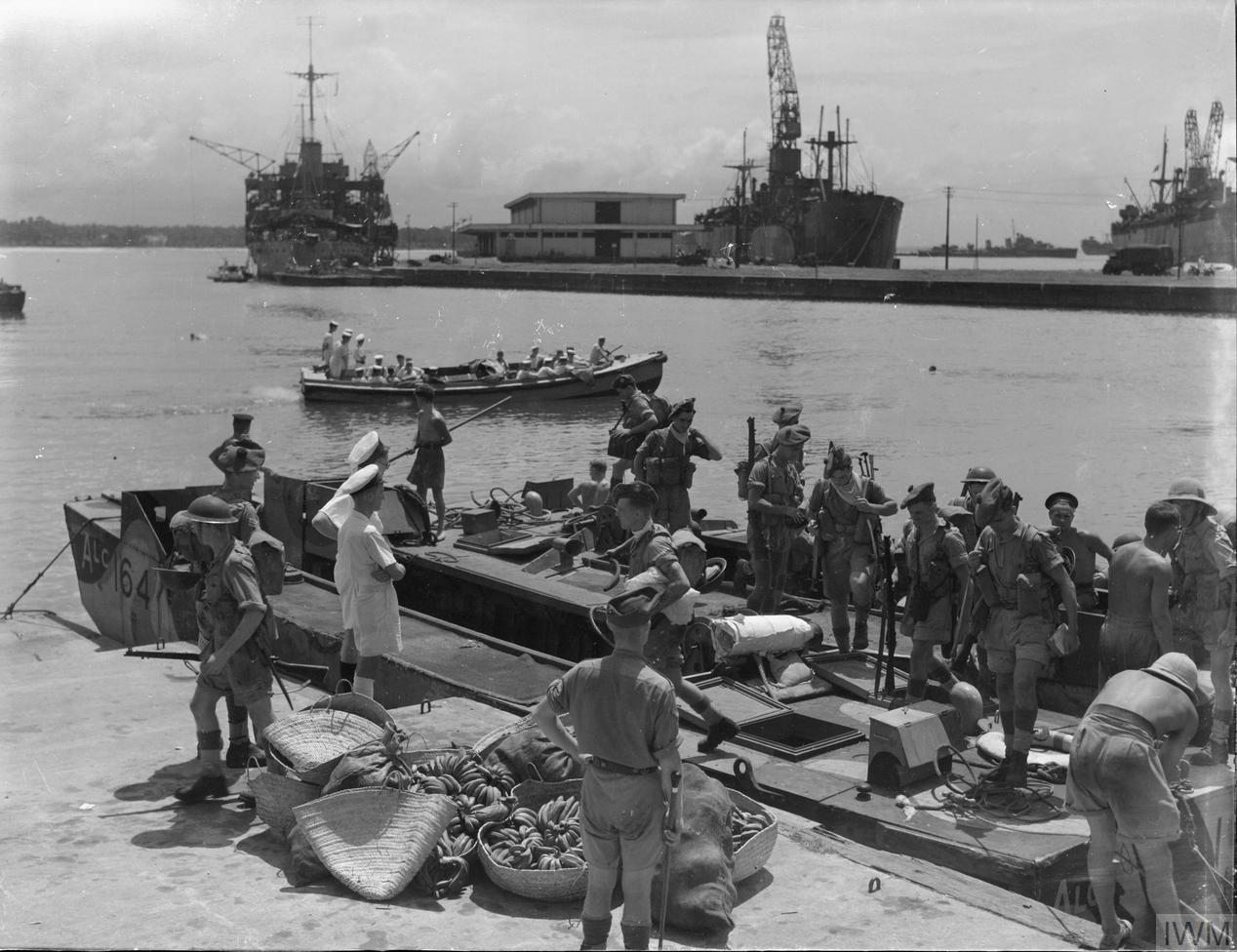
19 september 1942. Geallieerde troepen landen in Tamatave harbour. (fotograaf: Lt D.C. Oulds.)

Na enkele verkenningsmissies van de South African Air Force (SAAF), voerden de 5e infanteriedivisie, de 17e Infanteriebrigade, de 13e Infanteriebrigade en de 29e Infanteriebrigade van het Verenigd Koninkrijk, evenals 5 Commando Royal Marines een landing uit. De troepen werden met landingsvaartuigen naar Courrier Bay en Ambararata Bay in het noorden van Madagaskar gebracht, onder dekking van de slagschepen. Tegelijkertijd werd een tweede aanval ingezet vanuit het oosten. Deze was vooral bedoeld ter afleiding. De aanval werd vanuit de lucht bijgestaan door voornamelijk Fairey Albacores, Grumman Martlets en Fairey Swordfish van de Fleet Air Arm. Een klein aantal SAAF-vliegtuigen hielp ook mee.
De troepen van Vichy-Frankrijk werden geleid door gouverneur-generaal Armand Léon Annet. Het Vichy-Franse leger telde 8.000 soldaten, waarvan 6.000 inwoners van Madagaskar. Ongeveer 1.500 tot 3.000 Vichy-troepen bevonden zich rond Diego Suarez, de havenplaats vlak bij de plek waar de landingen plaatsvonden.
Na een hevige strijd gaf Diego Suarez zich op 7 mei over aan de geallieerden. De overige Vichy-troepen trokken zich echter terug naar het zuiden.
De Japanse onderzeeërs I-10, I-16 en I-20 arriveerden drie weken later bij Madagaskar. Het verkenningsvliegtuig van de I-10' zag de Ramillies voor anker liggen bij Diego Suarez, waarna I-20 en I-16 beide twee minionderzeeërs lanceerden. Deze slaagden erin de haven te betreden en twee torpedo’s te lanceren, terwijl ze zelf werden aangevallen met dieptebommen. Een torpedo beschadigde de Ramillies, terwijl de tweede de olietanker British Loyalty deed zinken. Ramillies werd later gerepareerd in Durban en Plymouth.
De bemanning van een van de minionderzeeërs, luitenant Saburo Akieda en Petty Officer Masami Takemoto, ging aan land bij Nosy Antalikely en trok landinwaarts naar Kaap Ambre. Ze werden echter betrapt en gedood door Britse soldaten toen ze in een dorp voedsel kochten. De andere minionderzeeër werd vermist op zee. Het lichaam van een van de bemanningsleden spoelde een dag later aan.

### Landcampagnes

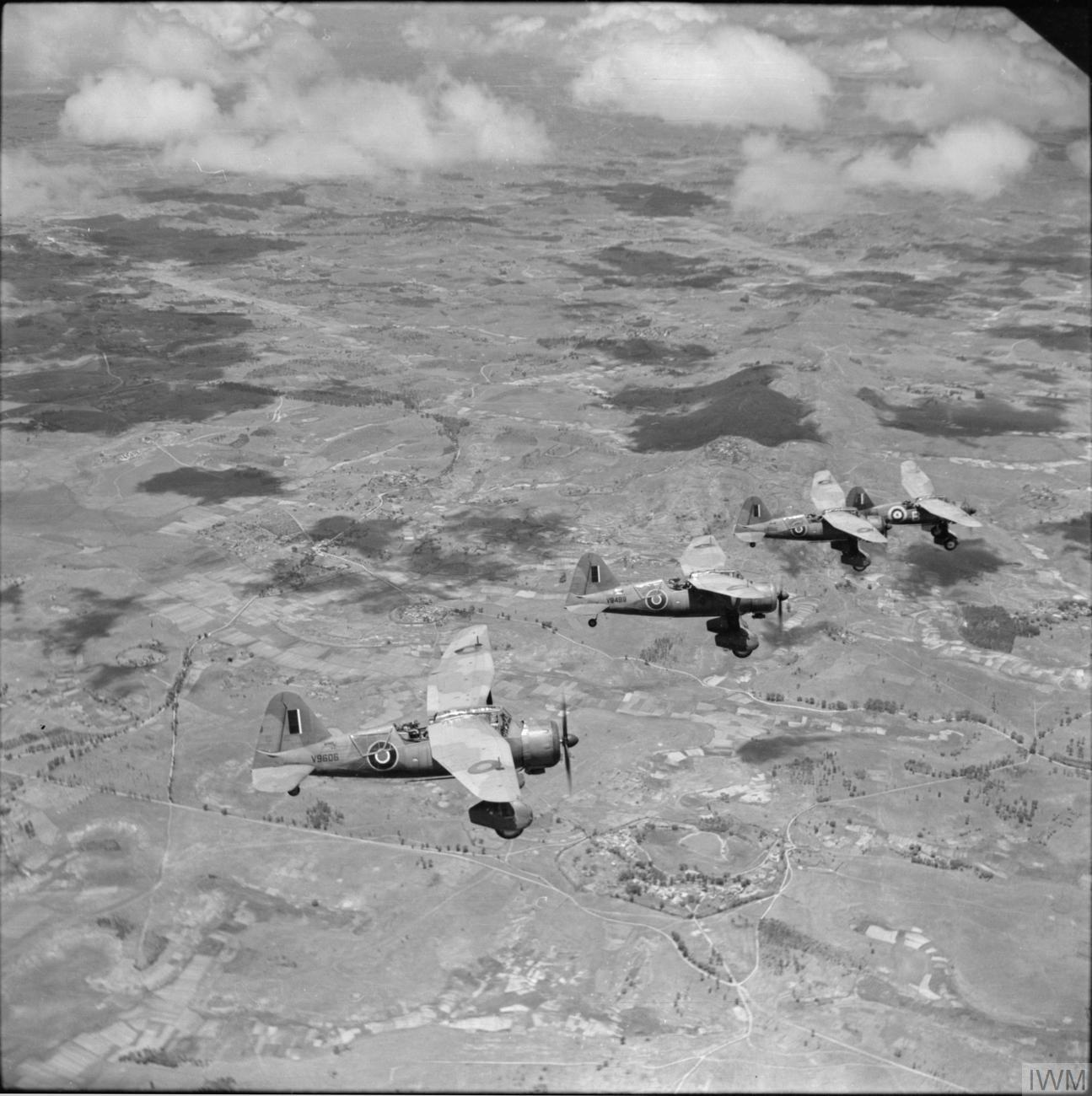
December 1942. Vier Westland Lysander Mark IIIA verkenningsvliegtuigen vliegen over Madagaskar.

Na de geslaagde landing, bleven de geallieerden nog enkele maanden op verzet stuiten. Tijdens de zomer van 1942 werden twee brigades van de 5e Infanteriedivisie (Verenigd Koninkrijk) naar India overgeplaatst. Op 22 juni arriveerde de Oost-Afrikaanse Brigade Group op Madagaskar. De 7e gemotoriseerde brigade (Zuid-Afrika) en de 27e Infanteriebrigade (Rhodesië) arriveerden in de weken na de komst van de Oost-Afrikanen.
Op 10 september voerden de 29e Brigade en 22e Brigade een amfibische aanval op Majunga om de geallieerde troepen voor de komst van het regenseizoen verder te helpen. De opmars van de geallieerden verliep echter traag. Naast regelmatige kleine gevechten met vijandige troepen, kwamen ze ook obstakels tegen zoals wegblokkades. Uiteindelijk veroverden de geallieerden de hoofdstad, Tananarive, zonder veel tegenstand. De laatste grote slag was bij Andriamanalina op 18 oktober. Annet gaf zich op 8 november over vlak bij Ilhosy, in het zuiden van het eiland.

## Nasleep
De Vrije Franse generaal Paul Legentilhomme werd benoemd tot hoge commissaris voor Madagaskar. De Franse controle over het eiland duurde echter niet lang, daar Madagaskar net als veel andere koloniën na de oorlog onafhankelijk wilde worden.
De bezetting van Madagaskar betekende bovendien het definitieve einde van het Madagaskarplan, het in bepaalde nazikringen aangehangen plan joden naar Madagaskar te deporteren. Hoewel de uitvoerbaarheid op dat moment al zeer bezwaarlijk was, betekende de bezetting van Madagaskar dat het plan nu definitief van tafel ging. In de ogen van de nazi's bleef er nog maar één alternatief over: totale uitroeiing.